# Herbert Tichy
Pas d'image ? Cliquez ici
Herbert Tichy, né le 1er juin 1912 à Vienne et mort le 26 septembre 1987 dans cette même ville, est un écrivain, géologue, journaliste et alpiniste autrichien.

## Biographie
En 1935, Herbert Tichy voyage à moto de l'Autriche jusqu'en Inde. Il voyage aussi dans le Kailash au Tibet. Tichy travaille comme journaliste en Chine pendant la Seconde Guerre mondiale.

## Expéditions et ascensions
En 1936, Herbert Tichy mène la seconde tentative d'ascension du Gurla Mandhata avec le Sherpa Kitar, mais ils ne dépassent pas 7 200 mètres d'altitude.
Sa première ascension du Cho Oyu, avec Sepp Jöchler et Pasang Dawa, date du 19 octobre 1954.
Au cours des années suivantes, Tichy prend part à plusieurs expéditions relatées dans ses livres :
- 1963 : Afrique ;
- 1976 : Pakistan ;
- 1980 : Kenya - Lac Turkana (lac Rudolf).